# Hedebygdens församling
Hedebygdens församling är en församling i Södra Jämtland-Härjedalens kontrakt i Härnösands stift. Församlingen ingår i Härjedalens pastorat och ligger i Bergs och Härjedalens kommuner i Jämtlands län.

## Administrativ historik
Församlingen bildades den 1 januari 2010 genom sammanläggning av Hede, Vemdalens och Storsjö församlingar och utgjorde därefter till 2017 ett eget pastorat. Församlingen ingår sedan 2017 i Härjedalens pastorat. De två förstnämnda ligger i Härjedalens kommun medan Storsjö ligger i Bergs kommun. Hela församlingen ingår dock i landskapet Härjedalen.

## Kyrkor
- Hede kyrka
- Vemdalens kyrka
- Storsjö kyrka
- Vemhåns småkyrka
- Ljungdalens kapell